# Maison de retraite 2
Pour les articles homonymes, voir Maison de retraite.
Série
Maison de retraite (2022) Maison de Retraite
Pour plus de détails, voir Fiche technique et Distribution.
Maison de retraite 2 est un film français réalisé par Claude Zidi Jr., sorti en 2024. Il s'agit de la suite du film Maison de retraite, sorti en 2022.
Le film début alors que le foyer Lino Vartan qui accueille jeunes orphelins et seniors doit fermer pour raisons sanitaires, Milann n'a pas d'autre choix que de répondre à l'invitation d'une maison de retraite dans le Sud qui les accueille pour l'été. Tous embarquent dans le bus d'Alban. Enfants et anciens découvrent alors le Bel Azur Club, une villa idyllique au bord de la mer : le rêve. Une chance pour ces enfants orphelins qui n'ont jamais eu de vacances. Mais le paradis tourne à l'enfer car anciens et nouveaux pensionnaires du troisième âge se détestent. La guerre des seniors est déclarée.

## Synopsis
Dans une maison de retraite, Madame Courtillet une dame du 3e âge, écrit une lettre pour aller au foyer Lino Vartan. Une aide-soignante rentre dans sa chambre et lui demande ce qu’elle fait puis elle raconte l’histoire de Milann à la Femme à tout faire de la maison de retraite racontant les évènements du premier film. Milann et Sylvette sont dans une rame de métro voulant que Sylvette s’assoit sur une place déjà prise par une personne jeune, Milann lui fait la remarque et découvrent que le jeune est en fauteuil-roulant. Au foyer, Lino Vartan qui accueille désormais les jeunes orphelins et seniors Alban prend les lettres qui sont envoyées par des milliers de personnes qui veulent être accueillis au Foyer Lino Vartan. Milann Rousseau, Alban et Driss (qui a habité dans la ville de Moncef et admire Léontine, désormais décédée qui l’a élevé) trie les lettres à haute voix et Alban tombe sur une pub d’une villa idyllique : le Bel Azur Club qui est une maison de retraite dans le Sud au bord de la mer. Milann lui fait la remarque que c’est une pub de ramonage où Alban pensait que c’était une de ces lettres. Ils sortent dehors Noah dit à Milann qu’il a installé une application de rencontre à Alfred. Puis, ils vont fêter l’anniversaire de Noah et Alfred, Alfred apprend des expressions à Driss (qui n’existe pas). Albert (Michel Jonasz) ramène Bastien (Léonard Signoret) son protégé à Milann, Bastien dit qu’il y a deux personnes qui arrivent, ces deux personnes sont du personnel qui doivent régler les affaires liées aux maisons de retraite et ils lui donnent un dossier à remplir d’ici quinze jours sinon ils sont mis à la porte du foyer. Alban adore la paperasse mais abandonne vu l’état de nombre de pages du dossier. L’avocat de Milann ne peut rien faire puis Driss en faisant référence à Stéphane Plaza présente un foyer qu'il faut entretenir vu les dégâts matériels du foyer alors ils n’ont pas d’autre choix que de répondre à cette l’invitation de la maison de retraite qui les accueille. Driss, Alban et Milann leur annoncent la nouvelle disant que c’est seulement pour quelques jours et tous embarquent heureux dans le bus, enfants et anciens réunis découvrent alors le Bel Azur Club qui est une villa idéale au bord de la mer qui est donc une aubaine pour les enfants orphelins qui n’ont jamais eu de vacances… Ils demandent où se trouve la piscine et sont heureux de la réponse du directeur du Bel Azur Club qui leur a donné l’endroit où elle se trouve, un du personnel du Bel Azur Club dit qu’une personne nommée Clémence est enfermée dans les toilettes, Milann dit qu’il y va, il la sort, et découvre que c’était pas une pensionnaires de la villa mais d’une du personnel qui est la fille du directeur et lui de le suivre allant lui faire la visite avec les autres ainsi que son père. Pensionnaires de Milann rencontre les pensionnaires du troisième âge du Bel Azur Club qu’ils n’ont pas l’air tendre avec eux. Lorenzo, un des pensionnaires, dit aux pensionnaires de Milann qu’il faut respecter trois critères en disant que deux critères, Milann et ses pensionnaires lui vont la remarque. Claude Masson, le directeur du Bel Azur leur fait visiter les grands escalier du Hall, Sylvette espère qu’il y a un ascenseur vu le nombres de marches puis la visite continue et les pensionnaires de Milann apprennent la culture des pensionnaires du Bel Azur Club où tout le monde se réunit pour discuter mais cela tourne au conflit entre les pensionnaires du Bel Azur Club et ceux de Milann. Le lendemain, les groupes de pensionnaires des deux maisons de retraite se font une bataille de pistolets Milann et Clémence tente de calmer la situation et Milann est déçu de leur comportement et les menaces de partir. Ne voulant pas partir, les deux groupes de pensionnaires se réunissent et parlent de mettre ensemble Milann et Clémence, les pensionnaires de Milann pensent qu’il s’est trop occupé d’eux et maintenant à eux de s’occuper de lui. Après Milann et Clémence se retrouvent sur les marches d’escaliers de l’extérieur et Clémence propose à Milann de dire sa situation à son père ou elle en a déjà parlé avec son père. Claude veut bien s'associer avec Milann mais lui dit que cela peut prendre plusieurs mois. Plus tard, les pensionnaires rapprochent Milann et Clémence avec un rencard qu'ils ont organisé. Quelques jours plus tard, les pensionnaires des deux foyers qui se sont rapprochés (dont Sylvette et la Colonelle font référence à Omaha Beach) les anciens et les enfants jouent à un jeu de ballon où il faut lancer le ballon à son voisin et de lui faire un compliment en même temps Milann signe le contrat de rapprochement avec Bel Azur Club mais à l’extérieur lorsque c’est au tour de faire un compliment à son voisin Amanda ne parle pas et laisse tombé la balle par terre Juline découvre pendant ce temps en allant récupérer le ballon qu’as jeté Bastien après que Amanda là laissée par terre, Juline découvrent que Claude et Reine Montrosier n'ont pas coupé les ponts et sont toujours associés ! Elle s'empresse de dire la nouvelle à Milann avant qu'il ne soit trop tard mais elle tombe d'une falaise et est envoyée à l'hôpital. Le lendemain, Milann attend le pronostic du soignant, qui lui annonce que Juline va sortir de l'hôpital à 14h. Mais Milann reçoit un appel d'Alban et apprend qu'il a en fait signé l'accord de renvoyer les anciens à la maison de retraite de Reine Montrosier : Major Santé. Il se bat avec un du personnels de Major Santé (venu enlever les orphelin et ancien) et Milann retrouve ensuite Claude en garde à vue. Lorsqu'il est libéré, Alban lui dit que Juline va bien mais qu'il ne peut plus s'approcher des anciens et des jeunes. Milann se recueille devant la tombe de Lino Vartan et lui dit qu'il est désolé. Il est interrompu par Lorenzo qui lui dit qu'avec sa cuillère, il a "tué tout une compagnie de guerre" et qu’il a connu Lino à Montargis. Un mois plus tard, une explosion survient dans la nouvelle maison de retraite des anciens. Milann a un rendez-vous avec trois investisseurs flamands qui sont intéressés par son projet de foyer, Milann annonce la nouvelle à Alban et Driss et doit revoir les investisseurs à 18h. Mais Claude et Clémence surprennent la conversation et Claude va le dire à Reine Montrosier qui va couler le projet de foyer de Milann qui est hors de lui. Reine et son équipe arrivent dans le foyer qui est celui présenté par Driss au début du film. Tout ceci n'était que le plan de Milann qui a réussi. L'explosion n'est en fait que de la C4 utilisée par la Colonelle, les soignants étaient en fait Milann, Clémence, Alban et Driss et les taches de sang sur Albert n'étaient que du maquillage de Barbara. Les trois investisseurs flamands n'étaient autre que Lorenzo, Rico et Albert avec la complicité de Madame Courtillet. Milann, Alban et Driss savaient que Claude était derrière eux et Clémence l'a convaincu de tout balancer à Reine. Et leur plan est basé sur le Sacrifice de la Dame, une technique peu connu des échec . Le foyer était sur le point d'être rénové et les anciens et les jeunes sont à nouveau réunis avec les anciens pensionnaires du Bel Azur Club pour une sorte de pot de victoires où Amanda parle enfin à Sylvette, Claudine (Marthe Villalonga) revient qui semble faire heureux Alfred puis des nouveaux pensionnaires arrivent (dont Mme Courtillet du début du film) au nouveau foyer Lino Vartan (Renommer Playa Lino Vartan). Lorenzo applique toujours ses trois règles qui n’est toujours que deux.

## Fiche technique
Sauf indication contraire, les informations mentionnées dans cette section peuvent être confirmées par la base de données cinématographiques Unifrance,  présente dans la section « Liens externes ».
- Titre original : Maison de retraite 2
- Réalisation : Claude Zidi Jr.
- Scénario : Kev Adams, Élodie Hesme
- Musique : Julien Cohen, Claude Morgan
- Décors : Stéphanie Bertrand-Carussi
- Costumes : Salomé Koumetz
- Photographie : Thierry Pouget
- Montage : Sandro Lavezzi
- Production : Élisa Soussan, Kev Adams, co-produit par Raphaël Gribinski et Stan Wawrinka[1]
- Sociétés de production : My Family, The Man France, TF1, Apollo Films
- Société de distribution : Apollo Films
- Budget : 11,54 millions d'euros
- Pays de production :  France
- Langue originale : français
- Format : couleur
- Genre : comédie
- Durée : 102 minutes
- Dates de sortie :
  - France : 9 décembre 2023 (Les Sables-d'Olonne) ; 14 février 2024 (sortie nationale)

## Distribution
- Kev Adams : Milann Rousseau
- Jarry : Alban
- Brahim Bouhlel : Driss
- Stéphane Debac : Claude Masson, le directeur du Bel Azur
- Louna Espinosa : Clémence Masson
- Anne Marivin : Reine Montrosier
- Jean Reno : Lorenzo, un pensionnaire du Bel Azur
- Daniel Prévost : Alfred de Gonzague
- Liliane Rovère : Sylvette Leroux
- Firmine Richard : Fleurette Jean-Marie
- Michel Jonasz : Albert, acteur de théâtre
- Enrico Macias : Rico, un pensionnaire du Bel Azur
- Amanda Lear : Barbara dit Barbie, une pensionnaire du Bel Azur
- Chantal Ladesou : Danielle dit La Colonelle, une pensionnaire du Bel Azur
- Marie-Christine Barrault : Madame Courtillet
- Claudette Walker : Marguerite
- Zoé Diowo-Ceccaldi : Margot
- Muriel Combeau : Muriel, l'assistante de Reine Montrosier
- Elodie Hesme : Emma, la fille de Barbie / Aafke
- Marthe Villalonga : Claudine Valège
- Axel Gallois : Guérand
- Nicolas Buchoux : Maître André Latuyère
- Max Lobjois : un passager dans le métro (non-crédité)

Les enfants :
- Noé Chabbat : Noah, petit geek, enfant à Haut Potentiel, intello, il est le petit protégé d'Alfred. Internet et le méta verse n'ont aucun secret pour lui. Grace à lui ils piègeront à leur tour la méchante Reine en lui faisant miroiter un merveilleux établissement qui n'est que virtuel en réalité.
- Léonard Signoret : Bastien, protégé d'Albert et adore reprendre des phrases de grandes pièces de théâtre avec lui. Il est aussi amoureux de la petite Juline mais n'ose pas lui dire.
- Sophie Vannier : Juline, protégée de Fleurette, curieuse, elle pose toujours plein de questions. Elle est bavarde, Futée et maligne, elle va découvrir que l'expulsion des anciens est en fait un coup monté contre Milann. Elle est aussi amoureuse de Bastien, mais comme celui-ci n'ose rien dire, c'est finalement elle qui fera le premier pas.
- Adèle Soussan : Amanda, elle ne parle plus depuis la mort de ses parents. Elle est la petite protégée de Sylvette, celle-ci veut la faire parler. Elle finit par retrouver la parole grâce à Sylvette.

## Production
Une suite est annoncée avec la présence de Jean Reno, Chantal Ladesou, Enrico Macias, Amanda Lear et Michel Jonasz dans le rôle de pensionnaires retraités du Bel Azur Club, tandis que Stéphane Debac, Louna Espinosa, Anne Marivin et Brahim Bouhlel jouent dans le film pour des rôles inconnus. Kev Adams, Daniel Prévost, Liliane Rovère, Firmine Richard et Jarry reprennent leur rôle du 1er film. Mylène Demongeot ne reviendra pas dans ce 2e volet, car elle est décédée le 1er décembre 2022. Le film est réalisé par Claude Zidi Jr. La bande est dévoilée par Kev Adams ce qui nous montre à peu près les différents rôles des nouveaux acteurs et l'absence de Jean-Luc Bideau mais aussi du personnage de Simone Tournier (Mylène Demongeot) qui ne sera pas remplacée par une autre actrice.

### Tournage
Le tournage du film débute le 24 avril 2023 dans le Var à la villa Rocabella située au Pradet.

## Accueil

### Festival et sortie
Le film est sélectionné en compétition pour le festival de l'Alpe d'Huez, en 2024,.

## Analyse